# Высококучевые облака

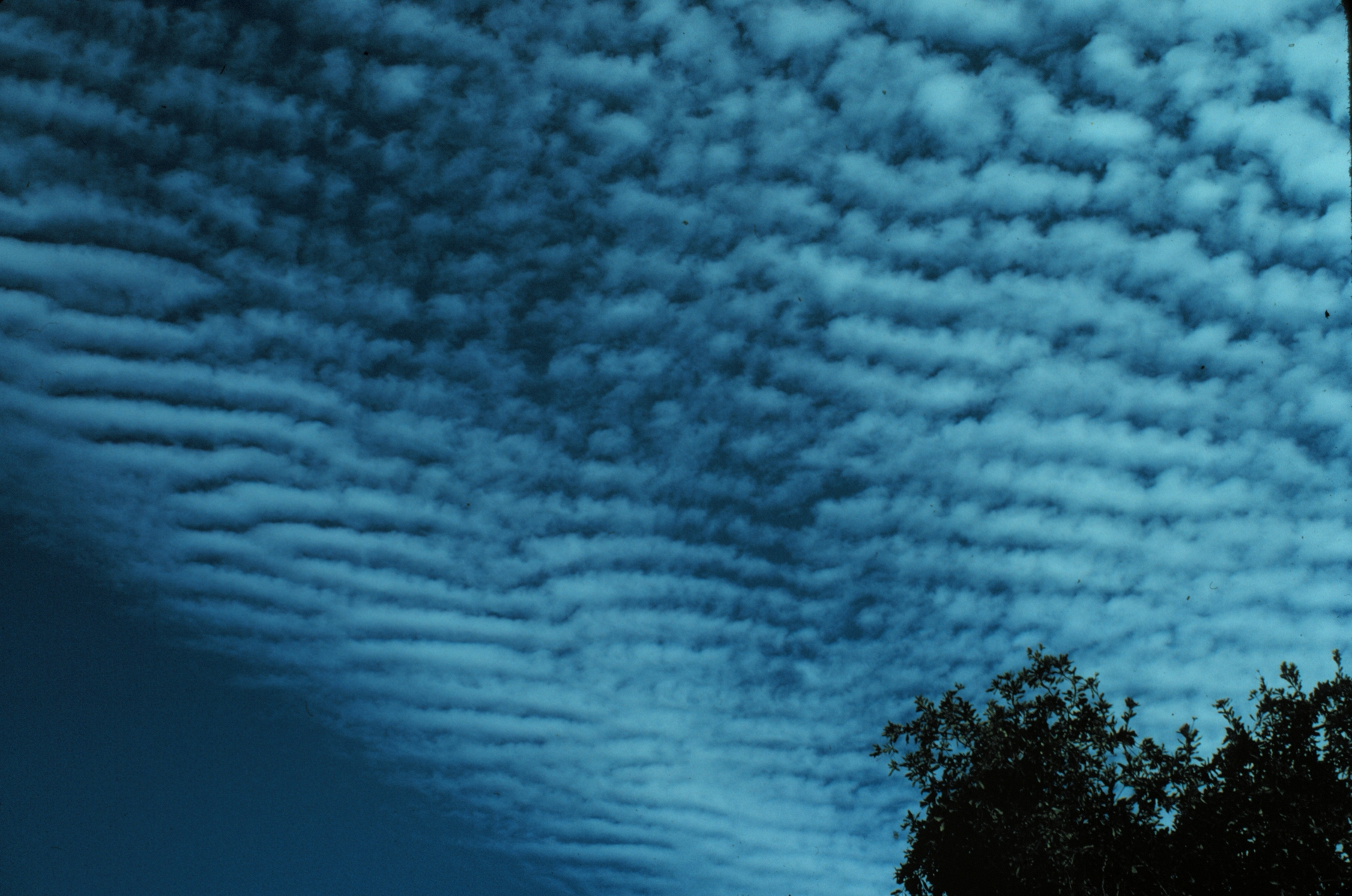
Высоко-кучевые облака, фотография U.S. National Oceanic and Atmospheric Administration

Высококучевые облака (лат. Altocumulus, Ac) — белые, сероватые или синеватые облака в виде гряд, состоящих из пластин или хлопьев, которые могут сливаться в сплошной покров. Образуются на высоте от 2 до 6 километров. Состоят в основном из переохлажденных капелек воды радиусом 5—7 мкм с колебаниями от 3 до 24 мкм. Сквозь тонкие края высоко-кучевых облаков просвечивают Солнце и Луна, вокруг них часто наблюдаются венцы. Сквозь уплотнения просветов нет или они очень слабые. Из высоко-кучевых облаков могут выпадать осадки в виде отдельных капель дождя или снежинок.

## Классификация

### Виды
Вид облака определяет его форму и структуру. Каждое высококучевое облако относится к одному из этих видов.
- Altocumulus stratiformis (Ac str.) — слоистообразные.
- Altocumulus lenticularis (Ac lent.) — чечевицеобразные отдельные плотные облака с гладкими очертаниями, которые иногда сливаются в обширные массы.
- Altocumulus castellatus (Ac cast.) — башенковидные. Представляют собой белый или сероватый слой облаков, над которым выступают кучевообразные массы наподобие небольших куполов или башенок.
- Altocumulus floccus (Ac floc.) — хлопьевидные, белые, разорванные по краям облака со сравнительно быстро меняющимися очертаниями.
- Altocumulus volutus (Ac vol.) — «катящиеся».

### Разновидности
Разновидность облака определяет взаимное расположение и прозрачность и его частей. Облако может проявлять черты нескольких разновидностей, и разновидности могут быть общими у разных родов облаков.
- Altocumulus translucidus (Ac trans.) — просвечивающие. Обычно из резко разграниченных элементов и отличаются неоднородной плотностью. В тонких частях через облака могут просвечивать светила или небо.
- Altocumulus perlucidus (Ac pe.) — с просветами.
- Altocumulus opacus (Ac op.) — непросвечивающие плотные облака, образующие почти сплошной слой, на нижней поверхности которого различимы волны, гряды или пластины.
- Altocumulus undulatus (Ac und.) — волнистые.
- Altocumulus radiatus (Ac ra.) — лучевидные.
- Altocumulus lacunosus (Ac la.) — дырявые.

### Дополнительные черты
Часто высококучевые облака проявляют черты virga — облака с полосами падения осадков. Встречаются и другие дополнительные черты, например, Asperitas.

## Образование
Высоко-кучевые облака образуются из-за множества процессов (это объясняет большое количество их разновидностей):
- волновые движения воздуха на границах инверсии (например, перед холодными фронтами и фронтами окклюзии);
- волновые движения на слабо наклоненных фронтальных поверхностях;
- волновые движения над горами (в этих случаях образуется разновидность Ac lent.);
- конвекция воздуха в слое выше двух километров (чаще всего так образуются Ac floc. и Ac cast.);
- растекание мощных кучевых облаков в слое 2—5 км, особенно при инверсии.

## Фотографии

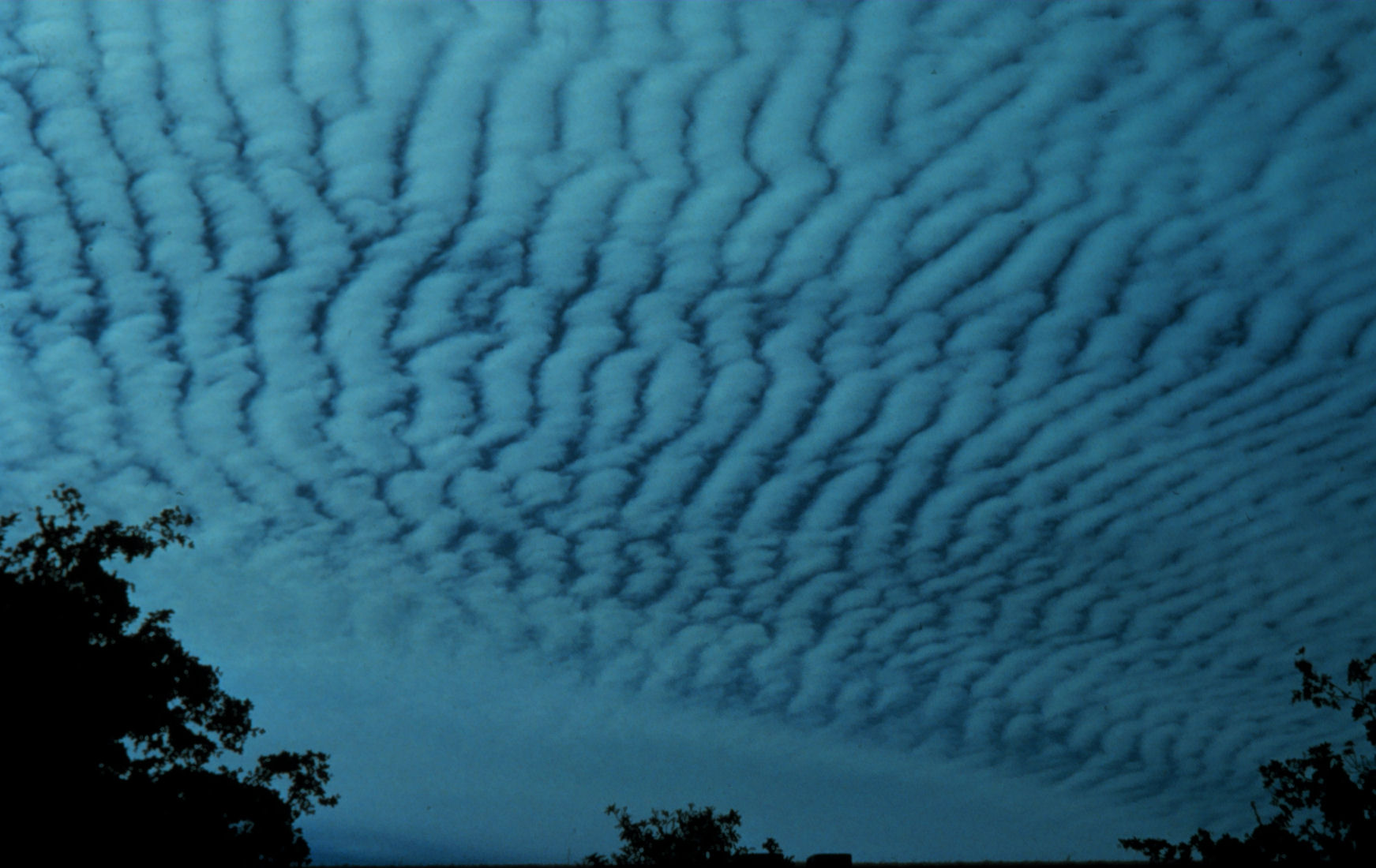
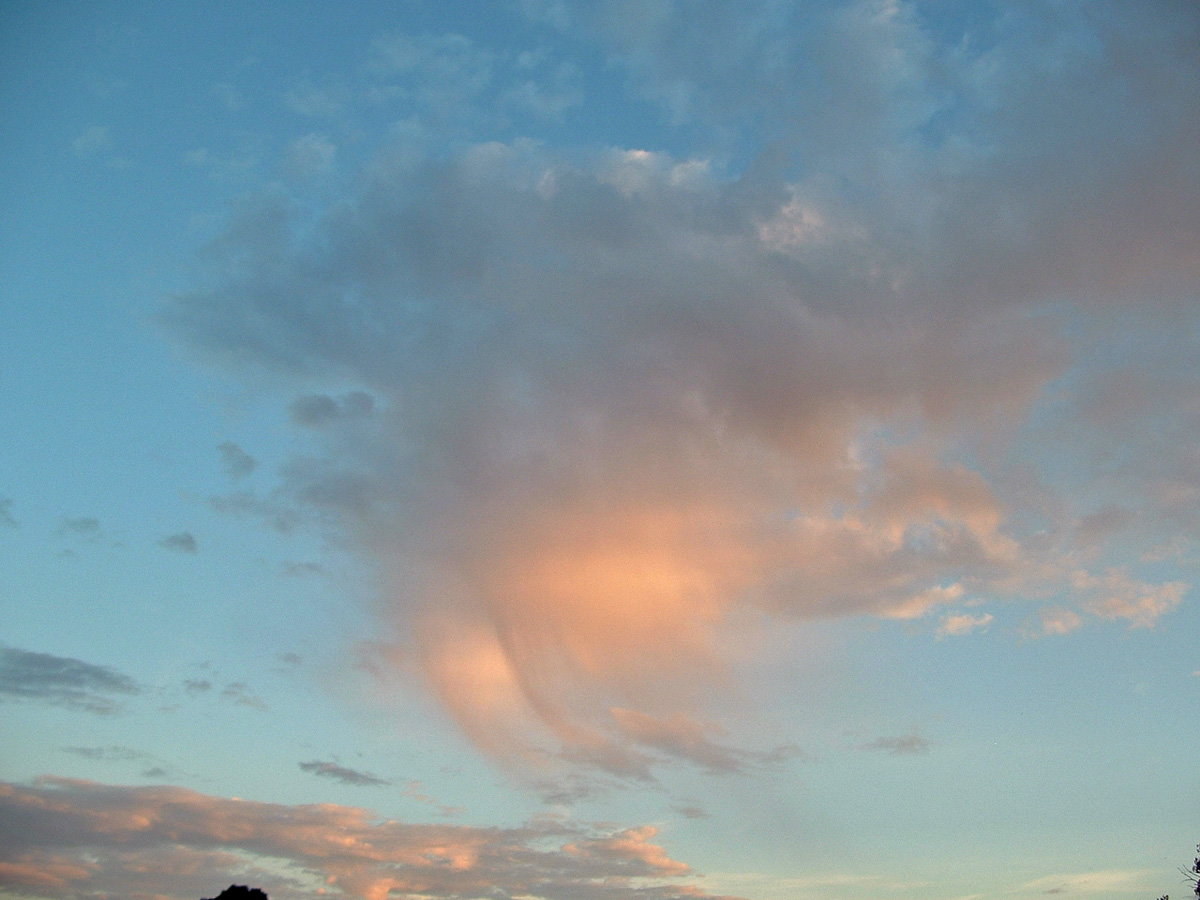
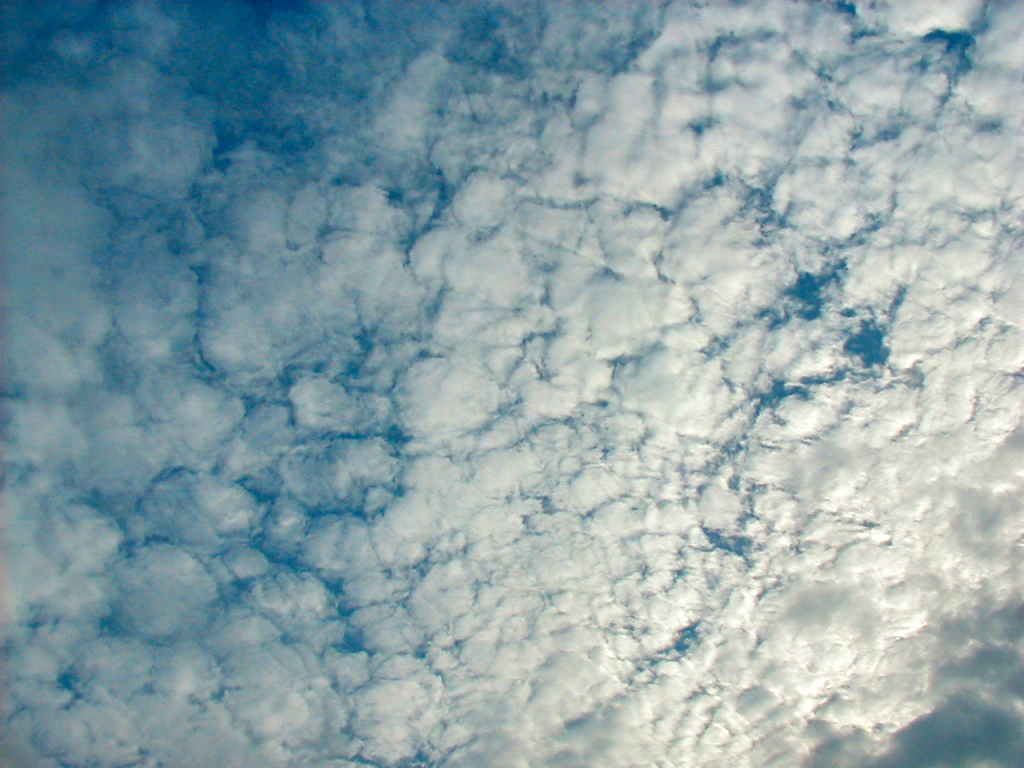
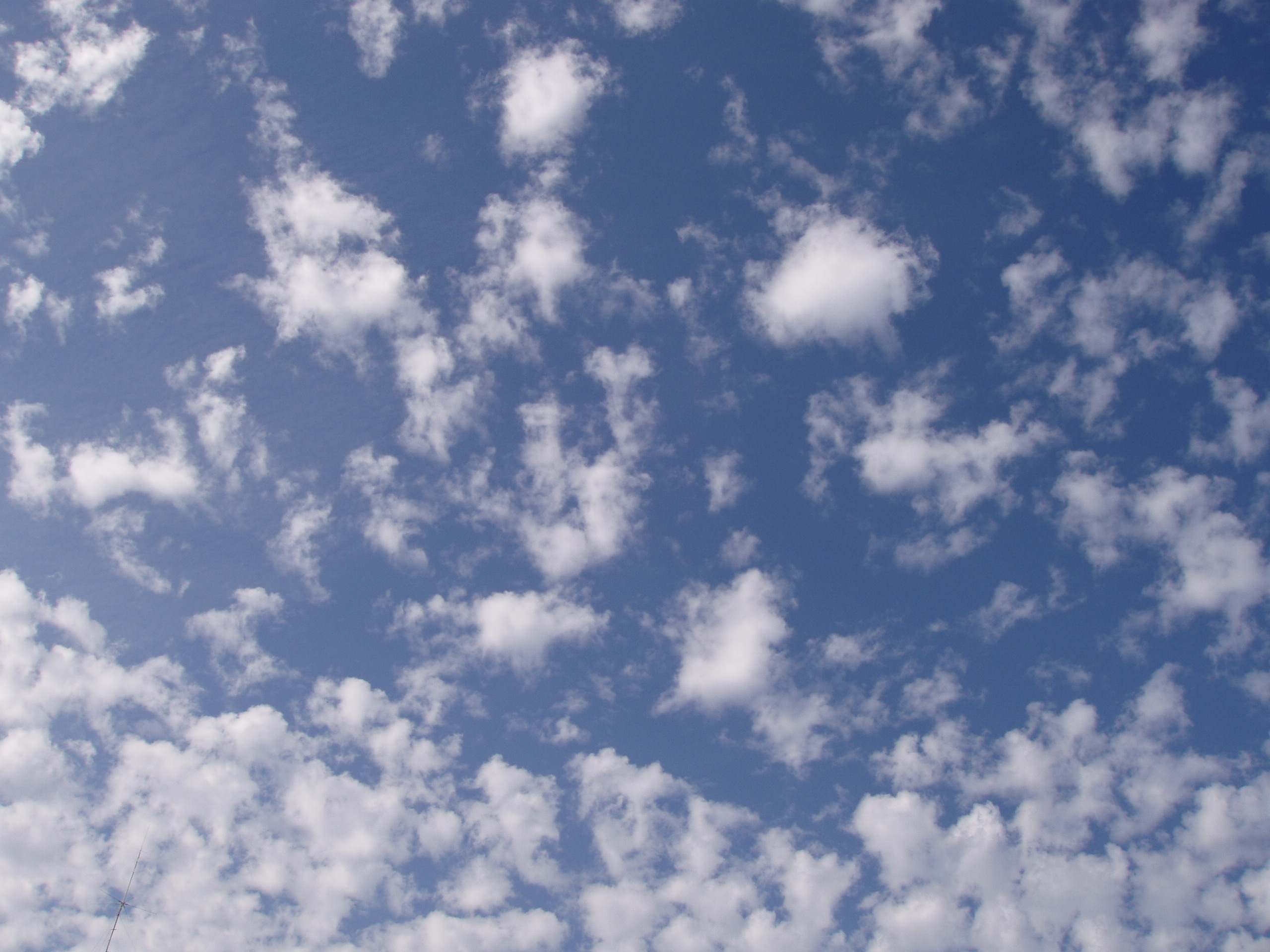